# Bélgica Castro
Bélgica Castro Sierra (Concepción, 6 de marzo de 1921-Santiago, 6 de marzo de 2020) fue una actriz chilena de la generación del 41. Las principales obras de su carrera en teatro abarcaron desde 1940 hasta 2016. Trascendió por todos los géneros escénicos durante más de ochenta años de carrera artística. Fue la última gran actriz superviviente de la Edad de Oro del teatro chileno.
Fue fundadora del Teatro Experimental de la Universidad de Chile, donde también ejerció como académica y profesora de historia y castellano. Destacó en un grupo generacional de actrices en las que también resaltaron María Cánepa, María Maluenda, Virginia Fischer y Marés González.
Estuvo casada con el actor y director Domingo Tessier. Posteriormente, en 1961, se casó con el dramaturgo Alejandro Sieveking, a quien acompañó largas temporadas en sus viajes y exilio político en dictadura de Pinochet. Colaboró en las obras de teatro más emblemáticas de Sieveking, Víctor Jara y Ana González; entre ellas Parecido a la felicidad, La viuda de Apablaza y La remolienda.
Por sus contribuciones artísticas, recibió el distinguido Premio Nacional de Artes de la Representación y Audiovisuales de Chile en 1995. Hasta su muerte, Castro había participado en más de 200 obras teatrales, convirtiéndose en unas de las actrices chilenas con mayores representaciones en su trayectoria, solo superada por Ana González Olea y Violeta Vidaurre.

## Biografía
Hija de padre anarquista (al que debe su nombre por su admiración hacia aquel país) y madre españoles. Tuvo de cuatro hermanos; Floreal, Libertad y Alegría Castro. Nació el 6 de marzo de 1921 en Concepción y pasó su adolescencia en Temuco, junto a su madre, una dueña de casa de carácter incendiario, la obligaba a memorizar y a recitar poemas. 
Se trasladó a Santiago para ingresar en el Instituto Pedagógico de la Universidad de Chile, para seguir la carrera de castellano. Más tarde, se integró al Conjunto Artístico del Pedagógico, dirigido por Pedro de la Barra, donde inició su interés por el teatro.

## Carrera artística
En 1941 formó parte del grupo que fundó el Teatro Experimental de la Universidad de Chile. La primera función del teatro fue La guardia cuidadosa. En este período, contrajo matrimonio con el actor Domingo Tessier, con quien colaboró en varios proyectos teatrales. Se desempeñó además en el radioteatro, y en 1949, trabajó en radio y televisión en la BBC de Londres. 
De regreso a Chile, dio clases de historia del teatro en la Universidad de Chile, durante catorce años.
Durante la década 1960, Castro se unió a un importante trabajo artístico de Agustín Siré, Víctor Jara y Alejandro Sieveking al interior del Instituto de Teatro de la Universidad de Chile (ITUCH), que dieron origen a emblemáticas obras como Parecido a la felicidad, Ánimas de día claro, Los invasores  y La remolienda. Las obras alcanzaron gran impacto nacional e internacional, que permitieorn generar diversas giras en América y Europa. En 1969 Castro renunció a su labor académica y artística en el ITUCH, luego veintiocho años en la entidad, por motivos de disconformidad al proceso político-reformativo. 
En 1971 junto a Ana González, Lucho Barahona y Alejandro Sieveking, fundan la compañía y Teatro del Ángel. El debut de la compañía fue con la obra La mantis religiosa, de Sieveking, donde asistió primera dama de la República de Chile, Hortensia Bussi. La compañía se destacó artísticamente y ocupó las mejores críticas teatrales obras como El botín, Espéctros, La Celestina, Gato por liebre y La virgen de la manito cerrada. La sociedad se disolvió amistosamente entre los propietarios, luego que se instalara la dictadura militar tras el golpe de Estado contra el gobierno presidencial de Salvador Allende.
En 1974 Castro, Sieveking y Barahona realizan una gira de teatro por diversos países de América Latina, hasta radicarse en Costa Rica hasta 1985, donde también obtuvo éxitos notables con la misma compañía. Castro también dictó clases en la Universidad de Costa Rica. 
Al regresar a Chile, Castro colaboró en la creación, dirección e interpretación de las obras de Sieveking, muchas de las cuales fueron protagonizadas por ella misma. Ambos fueron reconocidos dentro de la escena nacional como un dúo emblemático y trascendente para la cultura en Chile. En 1995 recibió el Premio Nacional de Artes de la Representación y Audiovisuales de Chile.
Actuó en numerosas películas chilenas, entre las que destacan Hollywood es así (1944) de Jorge Délano, El final del juego (1970) de Luis Cornejo; Palomita blanca (1973), Días de campo (2004) y la miniserie La recta provincia (2007) de Raúl Ruiz, El desquite (1999) y La buena vida (2008) de Andrés Wood, y bajo la dirección de Ricardo Larraín participó en ChilePuede (2008) donde personificaba a un científico ruso, papel por el que se le concedió el Premio Paoa del Festival Internacional de Cine de Viña del Mar a la Mejor Actriz Protagónica Nacional y el premio APES a la Mejor Actriz de Reparto.
Por su rol en el filme La vida me mata, ópera prima del director Sebastián Silva (La nana), obtuvo en 2008 el Premio Altazor de las Artes Nacionales en la categoría Mejor Actriz de Cine. En 2009, repitió el mismo galardón por su papel en La buena vida de Andrés Wood. En 2010, volvió a la pantalla grande en el filme Gatos viejos de Sebastián Silva, junto a su esposo Alejandro Sieveking, Claudia Celedón y Catalina Saavedra; su rol principal le valió el premio a la Mejor Actriz en el XVI Festivalisimo, Festival de Cine Ibero-latinoamericano de Montreal.

## Vida personal
En Inglaterra contrajo matrimonio con el actor y dramaturgo chileno Domingo Tessier, con quien adoptó a su único hijo, Leonardo Mihovilovic Castro. Anuló su matrimonio debido a una infidelidad de Tessier. En 1962, se casó con el dramaturgo Alejandro Sieveking, gran amor de su vida. Castro conoció a Sieveking cuando fue su maestra en la Escuela de Teatro. Ambos se conocieron cuando ella tenía 34 años y él 21. Él estudiaba arquitectura y dejó esta profesión para dedicarse a la actuación, mientras que ella se convirtió en profesora.
Fue amiga y colaboradora de la actriz María Cánepa y del director de teatro y músico Víctor Jara. Bélgica consideraba a la actriz Marés González como la mejor intérprete femenina que ha pasado por el Teatro Nacional Chileno, declaró: «Siempre me impresionó el gran talento que tenía».
Su salud comenzó a deteriorarse en 2016 poco después de su última actuación en Pobre Inés sentada ahí de Alejandro Sieveking. En 2017 mostró signos de demencia senil que la obligaron retirarse de los escenarios.

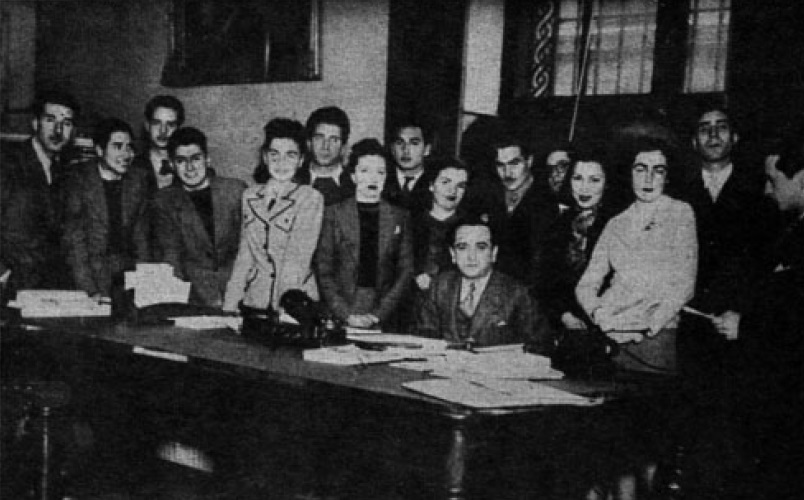
Estudiantes de Teatro Experimental junto al entonces Rector de la Universidad de Chile Juvenal Hernández (1941).

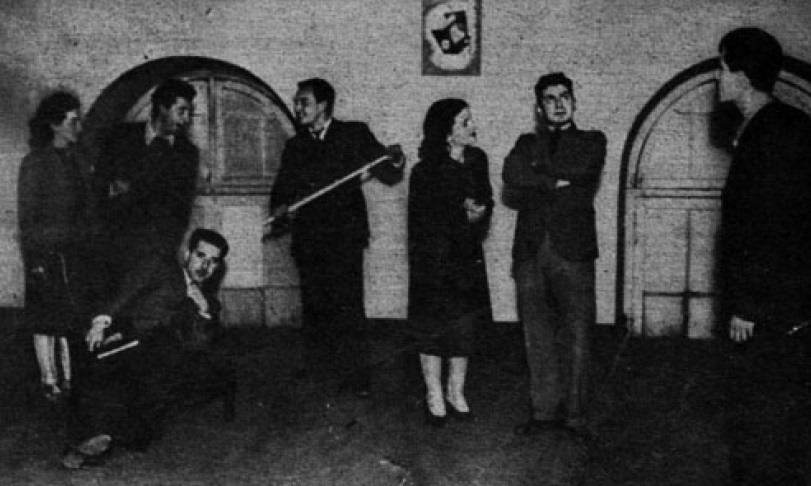
Estudiantes de Teatro Experimental en un ensayo, dirigidos por Pedro de la Barra (1941).

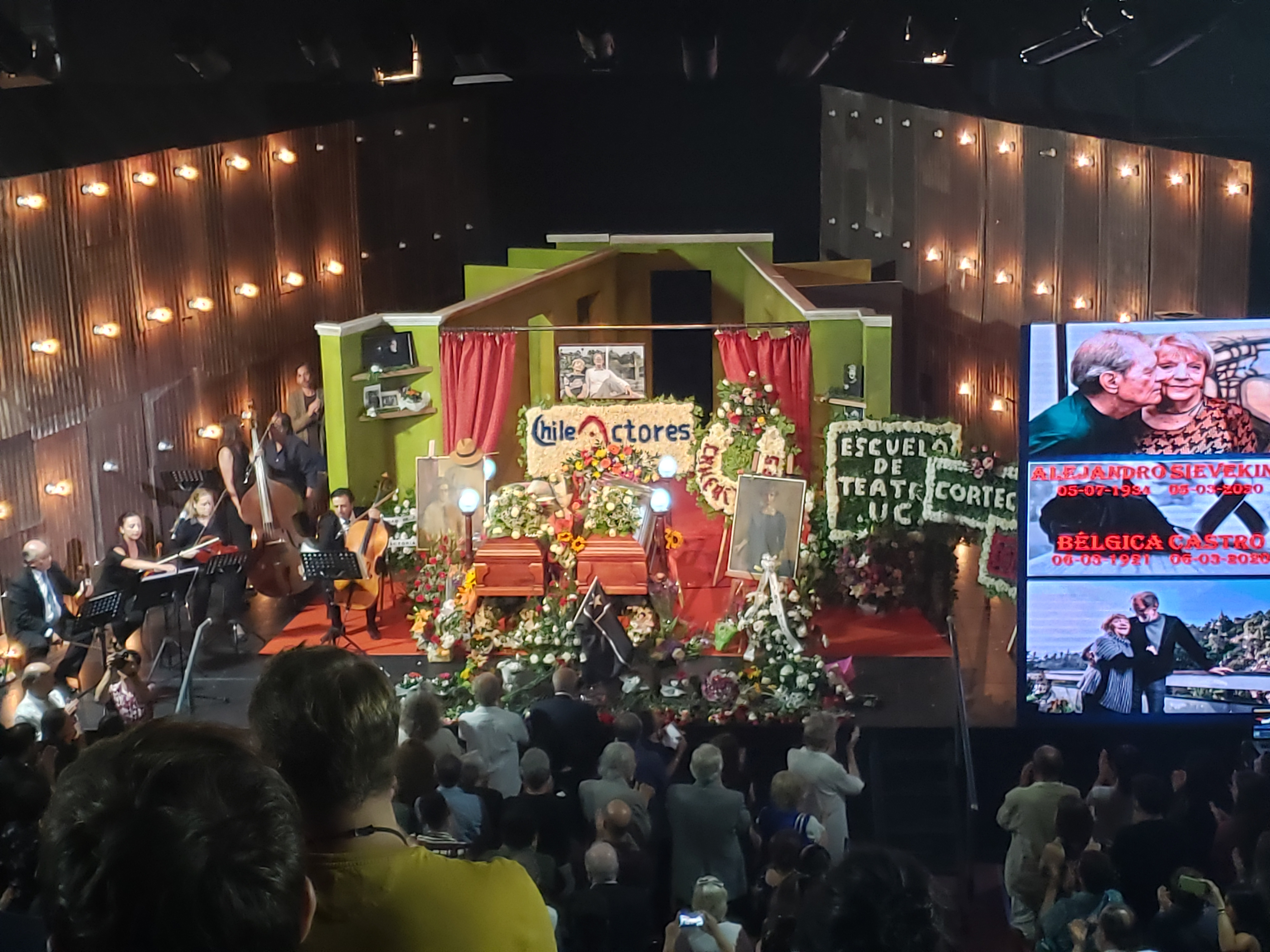
Velorio conjunto de Bélgica Castro y Alejandro Sieveking en el Teatro Nacional Chileno

Murió en su domicilio en Santiago de Chile el 6 de marzo de 2020 —día de su cumpleaños 99—, un día después del fallecimiento de su pareja, Alejandro Sieveking. La ceremonia de despedida de ambos fue en el Teatro Nacional Chileno, y luego cremados en el Cementerio General de Santiago. Sus cenizas junto a las de Sieveking, fueron esparcidas en la bahía de Valparaíso, como uno de los últimos deseos de la pareja en vida.

## Distinciones
Por sus logros disciplinarios adquirió múltiples distinciones a lo largo de su carrera artística. 
- En 1995 recibió el Premio Nacional de Artes de la Representación de Chile.[20]
- En 1999 fue distinguida con la Medalla Rectoral de la Universidad de Chile.
- En 2002 fue distinguida con la Medalla al Mérito Cultural Profesor Pedro de la Barra
- En 2008 recibió la Medalla de Honor del Senado de Chile
- En 2016 fue distinfuida con el Orden al Mérito Artístico y Cultural Pablo Neruda
- En 2018 recibió el Premio Municipal de Artes Escénicas de Santiago

## Teatro

### Sus obras

#### Obras representadas: Selección
| - 1941 - La guarda cuidadosa (autor: Miguel de Cervantes) - 1941 - Ligazón (autor: Ramón del Valle-Inclan) - 1942 - El caballero de Olmedo (autor: Lope de Vega) - 1944 - Sueño de una noche de verano (autor: William Shakespeare) - 1945 - Nuestro pueblo (autor: Thornton Wilder) - 1946 - Tartufo (autor: Molière) - 1946 - Así e... si os parece (autor: Luigi Pirandello) - 1949 - La Celestina (autor: Fernando de Rojas) - 1950 - La muerte de un vendedor (autor: Arthur Miller) - 1952 - La profesión de la señora Warren (autor: George B. Shaw) - 1952 - Casi casamiento (autor: Daniel Barros Grez) - 1952 - Fuenteovejuna (autor: Lope de Vega) - 1953 - Chañarcillo (autor: Antonio Acevedo Hernández) - 1953 - Tío Vania (autor: Antón Chéjov) - 1954 - Noche de reyes (autor: William Shakespeare) - 1954 - Doña Rosita la soltera (autor: Federico García Lorca) - 1955 - Living Room (autor: Graham Greene) - 1955 - Todos eran mis hijos (autor: Arthur Miller) - 1956 - La viuda de Apablaza (autor: Germán Luco) - 1956 - Las tres hermanas (autor: Antón Chéjov) - 1957 - Mama Rosa (autor: Fernando Debesa) - 1958 - Largo viaje hacia la noche (autor: Eugenio O'Neill) - 1959 - Parecido a la felicidad (autor: Alejandro Sieveking) - 1961 - Bernardo O'higgins (autor: Fernando Debesa) - 1961 - La madre de los conejos (autor: Alejandro Sieveking) - 1962 - Ánimas de día claro (autor: Alejandro Sieveking) - 1963 - El círculo de tiza caucasiano (autor: Bertolt Brecht) - 1963 - Los invasores (autor: Egon Wolff) - 1965 - La remolienda (autor: Alejandro Sieveking) - 1966 - La casa vieja (autor: Abelardo Estorino) - 1966 - Coronación (autor: José Donoso) - 1966 - Marat Sade (autor: Peter Weiss) - 1968 - Tango (autor: Slawomir Mrozek) - 1970 - El evangelio según san Jaime (autor: Jaime Silva) | - 1971 - La desideria en la corte autor: Alejandro Sieveking) - 1971 - La mantis religiosa (autor: Alejandro Sieveking) - 1971 - Toruvio (autor: Lucho Barahona) - 1972 - Fulgor y muerte (autor: Pablo Neruda) - 1972 - El botín (autor: Joe Orton) - 1972 - La Celestina (autor: Fernando de Rojas) - 1973 - Espectros (autor: Henrik Ibsen) - 1973 - Bodas de sangre (autor: Federico García Lorca) - 1973 - Gato por liebre (autor: Feudeau) - 1974 - La virgen de la manito cerrada (autor: Alejandro Sieveking) - 1974 - Cama de batalla (autor: Alejandro Sieveking) - 1947 - Ja-Jaque mate (autor:) - 1975 - Pequeños animales abatidos (autor: Alejandro Sieveking) - 1985 - La comadre Lola (autor: Alejandro Sieveking) - 1986 - Las hermanas de Bufalo Bill - 1989 - Ingenuas palomas (autor: Alejandro Sieveking) - 1993 - Mala onda (autor: Alberto Fuguet) - 1994 - Los días felices (autor: Samuel Beckett) - 1994 - Trasnochados - 1996 - Las sillas - Los cuernos de don Friolera (autor: Ramón del Valle-Inclán) - Edipo Rey (autor: Sófocles) - Cuentos del Decamerón (autor: Boccacio) - 1998 - La visita de la anciana dama (autor: Friedrich Dürrenmatt) - 1999 - Héctor en el horno (autor: Fernando Cuadra) - 2001 - Home (autor: David Storey) - 2005 - La fiesta terminó (autor: Alejandro Sieveking) - 2007 - Cabeza de ovni (autora: Manuela Oyarzún) - 2011 - Home (autor: David Storey) - 2012 - La fiesta terminó (autor: Alejandro Sieveking) - 2013 - Todo pasajero debe descender (autor: Alejandro Sieveking) - 2014 - Coronación (autor: José Pineda) - 2015 - Pobre Inés sentada ahí (autor: Alejandro Sieveking) - 2016 - El marinero (autor: Fernando Pessoa) |

## Filmografía

### Cine
- Hollywood es así (1944)
- El final del juego (1970)
- Palomita blanca (1973) - Abuela
- El lanza (1997)
- Sin ceder" Retrato Documental (1998)
- El hombre que imaginaba (1998) - Gracia
- El desquite (1999) - Margarita
- Días de campo (2004) - Paulita
- La vida me mata (2007)
- ChilePuede (2008) - Iván Kurnikov
- La buena vida (2008) - Leonor
- Freezer (2008)
- Gatos viejos (2010) - Isidora
- Viejos amores (2016) - Ella misma
- Die Briefe meiner Mutter (2016) - María Solar
- Hecho bolsa (2019)

### Televisión
- El guaripola
- Juani en Sociedad
- La sal del desierto (1972) - Eduviges
- La recta provincia (2007) - Rosalba
- Litoral (2008) - Señora

## Premios

### PremiosAPES
| Año  | Categoría               | Producción | Resultado | Ref. |
| ---- | ----------------------- | ---------- | --------- | ---- |
| 2001 | Trayectoria             |            | Ganadora  |      |
| 2007 | Mejor actriz de reparto | ChilePuede | Ganadora  |      |

### PremiosAltazor
| Año  | Categoría              | Producción                   | Resultado | Ref.   |
| ---- | ---------------------- | ---------------------------- | --------- | ------ |
| 2007 | Mejor actriz de teatro | Cabeza de Ovni               | Nominada  |        |
| 2008 | Mejor actriz de cine   | La vida me mata              | Ganadora  |        |
| 2009 | Mejor actriz de cine   | La buena vida                | Ganadora  |        |
| 2013 | Mejor actriz de teatro | Todo pasajero debe descender | Ganadora  | [ 22 ] |
| 2013 | Mejor actriz de cine   | Gatos viejos                 | Ganadora  | [ 22 ] |

### PremiosPedro Sienna
| Año  | Categoría                         | Producción   | Resultado | Ref. |
| ---- | --------------------------------- | ------------ | --------- | ---- |
| 2010 | Mejor actriz protagónica femenina | Gatos viejos | Ganadora  |      |

### PremiosFestival de Cine de La Serena (FECILS)
| Año  | Premio                           |
| 2016 | Premio a la trayectoria nacional |